# Serifos
Serifos (druhý pád Serifu) (řecky Σέριφος) je řecký ostrov v souostroví Kyklady, který leží na západě Egejského moře 14 km severozápadně od Sifnu, 13 km jižně od Kithnu a 40 km severně od Milu. Spolu s blízkými neobydlenými ostrůvky tvoří stejnojmennou obec. Ostrov Serifos má rozlohu 74,331 km² a obec 75,207 km². Obec je součástí regionální jednotky Milos v kraji Jižní Egeis.

## Obyvatelstvo
V roce 2011 žilo v obci 1420 obyvatel, všichni na hlavním ostrově. Hlavním městem ostrova je město Serifos a největším městem ostrova je město Livadi. Celý ostrov tvoří jednu obec, která se nečlení na obecní jednotky a komunity a skládá se přímo z jednotlivých sídel, tj. měst a vesnic. V závorkách je uveden počet obyvatel jednotlivých sídel.
- obec, obecní jednotka a komunita Serifos (910)
  - sídla na hlavním ostrově — Avyssalos (18), Agios Ioannis (21), Galani (59), Ganema (21), Kandarchos (58), Koutalas (23), Livadi (605), Megalo Livadi (31), Megalo Chorio (12), Panagia (70), Platy Gialos (29), Ramos (80), Serifos (364), Sykamia (26).
  - kláštery na hlavním ostrově — Moni Evangelistrias (2), Moni Taxiarchon (1).
  - okolní ostrovy — Glaronisi (0), Serifopoula (0), Vous (0).

## Geografie
Vlastní ostrov je přibližně kruhového tvaru. Má velmi nepravidelné pobřeží s mnoha malými chráněnými zátokami. Ostrov je hornatý. Jeho nejvyšší bod má nadmořskou výšku 585 m a jmenuje se Troulos.